# ひとつ屋根の、ツバサの下で
『ひとつ屋根の、ツバサの下で』は、Harmoriseより2018年2月23日に発売された、ブランドデビュー作となる18禁恋愛アドベンチャーゲーム。

## ストーリー
主人公である佐々木隼一はフェアリー・ファイト（FF）という空戦の強豪校である「翔鴎学園」へ入学する。

## 登場人物
佐々木隼一
本作の主人公。祖母はフェアリー・ファイト（FF）の伝説的選手。
広沢 ひかり（ひろさわ ひかり）
飛行機パーツ屋の看板娘で2年生。零戦52型甲に乗る。
佐々木 一彩（ささき かずさ）
ツンデレ美少女の2年生。隼一と同室。二式単戦2型丙に乗る。
松本 三毬（まつもと みまり）
隼一の一つ年下で身元不明の少女。スピットファイヤLF mk.lXcに乗る。
神野 菜穂子（じんの なほこ）
翔鴎学園生徒会長の3年生。百式司偵3型乙+丙改に乗る。

## スタッフ
- キャラクターデザイン：秋月ひろ、持田康之、桜野伊吹、春眠暁、玉沢円、時田シャケ
- シナリオ：秋月ひろ、持田康之